# テオドール・リップス
テオドール・リップス（Theodor Lipps、1851年7月28日 - 1914年10月17日）は、ドイツの哲学者、心理学者。

## 業績・影響
ロベルト・フィッシャー（Robert Vischer）の感情移入（Einfühlung）概念を受容し、また晩年にはフッサールの現象学も受容したが、フッサールやハイデッガーからは心理主義の態度を批判された。マックス・フリードリヒ・マイアー（Max Friedrich Meyer）とメロディについてのリップス・マイヤーの法則を作ったことでも知られる。
ジークムント・フロイトに影響を与え、無意識概念の形成に寄与した。

## 著書
- Grundtatsachen des Seelenlebens. 1883.
- Grundzüge der Logik. 1893.
- Raumästhetik und geometrisch-optische Täuschungen. 1897.
- Komik und Humor. 1898.
- Die ethischen Grundfragen: Zehn Vorträge. 1899.

藤井健治郎訳『倫理学の根本問題』同文社、1921年（大正10年）。
島田四郎訳『倫理学の根本問題』玉川大学出版部、1973年（昭和48年）。
- Vom Fühlen, Wollen und Denken. 1902.
- Leitfaden der Psychologie. 1903.
- Ästhetik. 1903–1906.
- Philosophie und Wirklichkeit. 1908.
- Schriften zur Psychologie und Erkenntnistheorie; 4 Bände: Faustino Fabbianello編(Universität Parma). 2013.

大脇義一訳『心理学原論』岩波文庫、1950年。